# Форт-Уошаки (Вайоминг)
Форт-Уошаки (англ. Fort Washakie) — статистически обособленная местность, расположенная в округе Фримонт (штат Вайоминг, США) с населением в 1477 человек по статистическим данным переписи 2000 года.

## География
По данным Бюро переписи населения США, статистически обособленная местность Форт-Уошаки имеет общую площадь в 54,13 квадратных километров, водных ресурсов в черте населённого пункта не имеется.
Форт-Уошаки расположен на высоте 1698 метров над уровнем моря.

## Демография
По данным переписи населения 2000 года, в Форт-Уошаки проживало 1477 человек, 333 семьи, насчитывалось 432 домашних хозяйства и 493 жилых дома. Средняя плотность населения составляла около 27,3 человек на один квадратный километр. Расовый состав Форт-Уошаки по данным переписи распределился следующим образом: 5,89 % — белых, 0,07 % — чёрных или афроамериканцев, 92,62 % — коренных американцев, 0,74 % — представителей смешанных рас, 0,68 % — других народностей. Испаноговорящие составили 3,25 % от всех жителей статистически обособленной местности.
Из 432 домашних хозяйств в 45,4 % — воспитывали детей в возрасте до 18 лет, 39,6 % представляли собой совместно проживающие супружеские пары, в 29,4 % семей женщины проживали без мужей, 22,7 % не имели семей. 19,2 % от общего числа семей на момент переписи жили самостоятельно, при этом 5,3 % составили одинокие пожилые люди в возрасте 65 лет и старше. Средний размер домашнего хозяйства составил 3,29 человек, а средний размер семьи — 3,75 человек.
Население статистически обособленной местности по возрастному диапазону по данным переписи 2000 года распределилось следующим образом: 37,2 % — жители младше 18 лет, 9,1 % — между 18 и 24 годами, 28,7 % — от 25 до 44 лет, 16,1 % — от 45 до 64 лет и 8,8 % — в возрасте 65 лет и старше. Средний возраст жителей составил 27 лет. На каждые 100 женщин в Форт-Уошаки приходилось 101,5 мужчин, при этом на каждые сто женщин 18 лет и старше приходилось 96,0 мужчин также старше 18 лет.
Средний доход на одно домашнее хозяйство в статистически обособленной местности составил 18 906 долларов США, а средний доход на одну семью — 20 658 долларов. При этом мужчины имели средний доход в 23 295 долларов США в год против 22 885 долларов среднегодового дохода у женщин. Доход на душу населения в статистически обособленной местности составил 7700 долларов в год. 42,9 % от всего числа семей в округе и 42,7 % от всей численности населения находилось на момент переписи населения за чертой бедности, при этом 45,8 % из них были моложе 18 лет и 52,0 % — в возрасте 65 лет и старше.